# Liste der Brücken in Wien/Hietzing
Diese Liste beinhaltet jene Wiener Brücken, die sich im 13. Bezirk Hietzing befinden. Weitere Brücken, die an den 13. Bezirk grenzen oder sich nur teilweise auf seinem Bezirksgebiet befinden, von der Brückeninformation Wien aber anderen Bezirken zugeordnet sind, befinden sich in den jeweiligen Listen der angrenzenden Bezirke.

## Brücken
| Objekt / Teilobjekt                                         | Foto | Lage                                      | Verwaltung / Objektnr. | System                                | Material                    | Brückenklasse                   | Länge (m) | Breite (m) | Baujahr | Anmerkungen |
| ----------------------------------------------------------- | ---- | ----------------------------------------- | ---------------------- | ------------------------------------- | --------------------------- | ------------------------------- | --------- | ---------- | ------- | --- |
| Adolfstorsteg neben Tiergartenmauer                         | 1    | Adolfstorgasse Standort                   | Gemeinde B133100       | Gewölbe                               | Beton                       | Fußgängerbrücke Klasse I        | 6         | 2          | 1968    | |
| Badhaussteg HERIS-ID: 64311 Objekt-ID: 77018                | 1    | Dommayergasse Standort                    | Gemeinde B130501       | Balken/Plattentragwerk freiaufliegend | Stahl mit Holzbohlen        | Fußgängerbrücke Klasse II       | 22        | 4          | 1898    | Die Brücke steht unter Denkmalschutz (Listeneintrag). |
| Badhaussteg                                                 | 1    | Dommayergasse Standort                    | Gemeinde B130502       |                                       |                             |                                 |           |            |         | Südliche Treppenanlage des Badhausstegs |
| Badhaussteg                                                 | 1    | Dommayergasse Standort                    | Gemeinde B130503       |                                       |                             |                                 |           |            |         | Nördliche Treppenanlage des Badhausstegs |
| Baumgartenbrücke HERIS-ID: 65680 Objekt-ID: 78544           | 1    | Sankt-Veit-Gasse Standort                 | Gemeinde B130700       | Balken/Plattentragwerk freiaufliegend | Stahl                       | Straßenbrücke Klasse I          | 26        | 17         | 1898    | Die Brücke steht unter Denkmalschutz (Listeneintrag). |
| Betriebsumkehrschleife (EW 29)                              | 1    | West Autobahn Standort                    | ASFINAG B133000        | Rahmen                                | Stahlbeton Normalbeton      | Straßenbrücke Klasse II         | 56        | 6          | 1964    | Die Betriebsumkehrschleife liegt etwa 80 Meter außerhalb des Wiener Stadtgebiets. |
| Brauhausbrücke                                              | 1    | Bergmillergasse Standort                  | Gemeinde B131700       | Balken/Plattentragwerk freiaufliegend | Spannbeton                  | Straßenbrücke Klasse I          | 33        | 12         | 1967    | |
| Braumeisterbrücke bei der Braumeisterwiese                  | 1    | Lainzer Tiergarten Standort               | Gemeinde B136700       | Balken/Plattentragwerk freiaufliegend | Stahlbeton                  | Straßenbrücke Klasse II         | 6         | 4          | 1940    | |
| Braunschweigsteg                                            | 1    | Braunschweiggasse Standort                | Gemeinde B130600       | Balken/Plattentragwerk freiaufliegend | Stahlbeton                  | Fußgängerbrücke Klasse I        | 28        | 3          | 1982    | Den nördlichen Anschluss über die Hadikgasse bildet der Hadiksteg den südlichen Anschluss über den Hietzinger Kai der Hietzinger Kai-Steg.                                                  |
| Brücke im Zuge der A1 (EW 32)                               | 0 BW | West Autobahn Standort                    | ASFINAG B132800        | Balken/Plattentragwerk durchlaufend   | Stahlbeton                  | Straßenbrücke Klasse I          | 47        | 44         | 1964    | |
| Brücken über die Deutschordensstraße (Zufferbrücke)         | 1    | U-Bahn-Linie U4 Standort                  | Wiener Linien 400303a  |                                       |                             |                                 |           |            |         | |
| Dachsgschleifbrücke beim Salonwald                          | 1    | Lainzer Tiergarten Standort               | Gemeinde B136000       | Gewölbe                               | Stein                       | Straßenbrücke Klasse II         | 4         | 19         | 1934    | |
| Dollgrabensteg                                              | 1    | Lainzer Tiergarten Standort               | Gemeinde B138000       | Balken/Plattentragwerk freiaufliegend | Holz                        | Fußgängerbrücke Klasse I        | 4         | 2          | 2000    | |
| Durchgang Bischofssteg                                      | 1    | U-Bahn-Linie U4 Standort                  | Wiener Linien 400303b  |                                       |                             |                                 |           |            |         | Der verschlossene Durchgang führte einst zu einem 1898 in Bischofssteg umbenannten und mittlerweile abgerissenen Holzsteg, der über den Wienfluss zu einem erzbischöflichen Schloss führte. |
| Durchlass für den Hirschenbach                              | 0 BW | Wiener Straße Standort                    | Bund B132300           | Rahmen geschlossen                    | Stahlbeton                  | Straßenbrücke Klasse I          | 5         | 55         | 1966    | |
| Elisabethbrücke                                             | 1    | Lainzer Tiergarten Standort               | Gemeinde B135800       | Gewölbe                               | Stahlbeton                  | Straßenbrücke Klasse II         | 6         | 6          | 1940    | |
| Fußgängerunterführung Bischofsmais (EW 32a)                 | 0 BW | West Autobahn Standort                    | ASFINAG B132900        | Rahmen geschlossen                    | Stahlbeton                  | Straßenbrücke Klasse I          | 7         | 31         | 1964    | |
| Gehegebrücke                                                | 1    | Lainzer Tiergarten Standort               | Gemeinde B134800       | Balken/Plattentragwerk                | Stahlbeton                  | Straßenbrücke Klasse I ohne RFZ | 5         | 6          | 2001    | |
| Glasgraben                                                  | 0    | Lainzer Tiergarten                        | Gemeinde B138400       | Balken/Plattentragwerk freiaufliegend | Holz                        | Straßenbrücke Klasse II         | 5         | 3          | 1970    | |
| Glawatschsteg                                               | 1    | Glawatschweg Standort                     | Gemeinde B133900       | Balken/Plattentragwerk freiaufliegend | Stahlbeton                  | Fußgängerbrücke Klasse I        | 9         | 3          | 1959    | |
| Große Stockwiese                                            | 0    | Radweg                                    | Gemeinde B138200       | Rahmen                                | Beton                       | Straßenbrücke Klasse II         | 3         | 3          | 1940    | |
| Grünauer Brücke                                             | 1    | Hofjagdstraße Standort                    | Gemeinde B132400       | Balken/Plattentragwerk freiaufliegend | Stahlbeton                  | Straßenbrücke Klasse I          | 11        | 8          | 1969    | |
| Grünauerbachbrücke                                          | 1    | Wiener Straße Standort                    | Bund B132500           | Balken/Plattentragwerk freiaufliegend | Stahlbeton                  | Straßenbrücke Klasse I          | 9         | 26         | 1967    | |
| Guldenbrücke                                                | 1    | Guldengasse Standort                      | Gemeinde B131000       | Balken/Plattentragwerk freiaufliegend | Stahlbeton, Normalbeton     | Straßenbrücke Klasse I          | 26        | 15         | 1969    | |
| Gütenbachbrücke I                                           | 1    | Lainzer Tiergarten Standort               | Gemeinde B135700       | Balken/Plattentragwerk freiaufliegend | Stahlbeton                  | Straßenbrücke Klasse II         | 3         | 5          | 1940    | |
| Gütenbachbrücke II                                          | 1    | Lainzer Tiergarten Standort               | Gemeinde B135600       | Gewölbe                               | Stahlbeton                  | Straßenbrücke Klasse II         | 5         | 5          | 1940    | |
| Gütenbachsteg                                               | 1    | Standort                                  | Gemeinde B138500       | Balken/Plattentragwerk freiaufliegend | Holz                        | Fußgängerbrücke Klasse II       | 4         | 2          | 2001    | |
| Hackinger Steg                                              | 1    | Lilienberggasse Standort                  | Gemeinde B131501       | Balken/Plattentragwerk                | Stahlbeton                  | Fußgängerbrückenklasse II       | 88        | 6          | 1966    | |
| Hackinger Steg, Stiege Seite 13. Bezirk                     | 1    | Standort                                  | Gemeinde B131502       |                                       |                             |                                 |           |            |         | |
| Hackinger Steg, Stiege und Liftanlage Seite 14. Bezirk      | 1    | Standort                                  | Gemeinde B131503       | Balken/Plattentragwerk                | Stahlbeton                  | Fußgängerbrücke Klasse I        |           |            | 1966    | |
| Hackinger Steg, Dachkonstruktion                            | 1    | Standort                                  | Gemeinde B131504       |                                       |                             |                                 |           |            |         | |
| Hanschwegbrücke                                             | 1    | Ghelengasse Standort                      | Gemeinde B133600       | Balken/Plattentragwerk freiaufliegend | Stahlbeton                  | Straßenbrücke Klasse II         | 2         | 9          | 1932    | |
| Heustadelbrücke                                             | 1    | Lainzer Tiergarten Standort               | Gemeinde B137700       | Balken/Plattentragwerk freiaufliegend | Stahlbeton                  | Straßenbrücke Klasse II         | 9         | 3          | 1940    | |
| Hietzinger Kai-Steg                                         | 1    | Braunschweiggasse Standort                | Gemeinde B137200       | Balken/Plattentragwerk freiaufliegend | Stahlbeton                  | Fußgängerbrücke Klasse I        | 30        | 3          | 1981    | |
| Holzplatzbrücke                                             | 1    | Lainzer Tiergarten Standort               | Gemeinde B135300       | Balken/Plattentragwerk                | Stahlbeton                  | Straßenbrücke Klasse I          | 7         | 6          | 1983    | |
| Hubertustürlsteg                                            | 1    | Lainzer Tiergarten Standort               | Gemeinde B138100       | Balken/Plattentragwerk freiaufliegend | Holz                        | Fußgängerbrücke Klasse I        | 4         | 2          | 2001    | |
| Hütteldorfer Brücke                                         | 1    | Rußpekgasse Standort                      | Gemeinde B131600       | Rahmen-offen                          | Spannbeton                  | Straßenbrücke Kl. I             | 35        | 16         | 1978    | |
| Hüttgrabenbrücke bei der Hüttgrabenwiese                    | 0 BW | Lainzer Tiergarten Standort               | Gemeinde B136200       | Balken/Plattentragwerk-freiaufliegend | Stahlbeton                  | Straßenbrücke Kl. I             | 5         | 4          | 2002    | |
| Johannserbrücke bei der Pulverstampfstraße                  | 1    | Lainzer Tiergarten Standort               | Gemeinde B136800       | Balken/Plattentragwerk freiaufliegend | Stahlbeton                  | Straßenbrücke Klasse II         | 6         | 4          | 1940    | |
| Kaiserzipfbrücke bei der Pulverstampfstraße                 | 1    | Lainzer Tiergarten Standort               | Gemeinde B136900       | Balken/Plattentragwerk freiaufliegend | Stahlbeton                  | Straßenbrücke Klasse II         | 6         | 4          | 1940    | |
| Kalmanbrücke                                                | 1    | Kalmanstraße Standort                     | Gemeinde B134000       | Balken/Plattentragwerk freiaufliegend | Stahlbeton                  | Straßenbrücke Klasse II         | 10        | 8          | 1953    | |
| Kantinengebäudebrücke                                       | 1    | Lainzer Tiergarten Standort               | Gemeinde B137400       | Gewölbe                               | Stein                       | Straßenbrücke Klasse II         | 7         | 4          | 1940    | |
| Kapellenbrücke                                              | 1    | Ghelengasse Standort                      | Gemeinde B133400       | Rahmen geschlossen                    | Stahlbeton                  | Straßenbrücke Klasse II         | 3         | 5          | 1950    | |
| Kaufbergbachsteg                                            | 1    | Radweg Standort                           | Gemeinde B138600       | Balken/Plattentragwerk freiaufliegend | Holz-einfacher Holzbalken   | Fußgängerbrücke Klasse II       | 5         | 1          | 2001    | |
| Kennedybrücke                                               | 1    | Hietzinger Hauptstraße Standort           | Gemeinde B130300       | Balken/Plattentragwerk freiaufliegend | Stahlbeton                  | Straßenbrücke Klasse I          | 50        | 90         | 1964    | |
| Klangbrücke bei der Pulverstampfstraße                      | 1    | Lainzer Tiergarten Standort               | Gemeinde B137000       | Balken/Plattentragwerk freiaufliegend | Stahlbeton                  | Straßenbrücke Klasse II         | 8         | 4          | 1940    | |
| Lackenbachbrücke                                            | 1    | Ghelengasse Standort                      | Gemeinde B133500       | Rahmen geschlossen                    | Stahlbeton                  | Straßenbrücke Klasse II         | 2         | 7          | 1927    | |
| Laurenzerbrücke bei der Großen Stockwiese                   | 1    | Lainzer Tiergarten Standort               | Gemeinde B136400       | Balken/Plattentragwerk                | Beton                       | Straßenbrücke Klasse II         | 6         | 3          | 1940    | |
| Lehrpfadsteg I                                              | 1    | Lainzer Tiergarten Standort               | Gemeinde B134900       | Balken/Plattentragwerk                | Stahl mit Holzbohlen        | Fußgängerbrücke Klasse II       | 5         | 3          | 1998    | |
| Lehrpfadsteg II                                             | 1    | Lainzer Tiergarten Standort               | Gemeinde B135500       | Gewölbe                               | Stein                       | Fußgängerbrücke Klasse I        | 3         | 2          | 1940    | |
| Lindwurmsteg                                                | 1    | Standort                                  | Gemeinde B137300       | Balken/Plattentragwerk freiaufliegend | Stahl                       | Fußgängerbrücke Klasse I        | 5         | 2          | 1940    | |
| Nikolai Hangbrücke                                          | 1    | Wiener Straße Standort                    | Bund B131900           | Balken/Plattentragwerk durchlaufend   | Stahlbeton                  | Straßenbrücke Klasse I          | 607       | 9          | 1967    | |
| Nikolai Hochstraße                                          | 0 BW | Wiener Straße Standort                    | Bund B132200           | Balken/Plattentragwerk durchlaufend   | Stahlbeton-Fertigteilträger | Straßenbrücke Klasse I          | 123       | 9          | 1967    | |
| Nikolaibrücke                                               | 1    | Wiener Straße Standort                    | Bund B132100           | Balken/Plattentragwerk durchlaufend   | Spannbeton-Ortbetontragwerk | Straßenbrücke Klasse I          | 271       | 9          | 1967    | |
| Nikolaisteg                                                 | 1    | Standort                                  | Gemeinde B132000       | Balken/Plattentragwerk freiaufliegend | Stahlbeton                  | Fußgängerbrücke Klasse II       | 30        | 4          | 1954    | |
| Park & Ride Hütteldorf                                      | 1    | Standort                                  | Gemeinde B138700       | Balken/Plattentragwerk                | Stahlbeton                  | Straßenbrücke Klasse I          | 27        | 9          | 2008    | |
| Parkbrücke                                                  | 1    | Lainzer Tiergarten Standort               | Gemeinde B135400       | Balken/Plattentragwerk freiaufliegend | Stahlbeton                  | Straßenbrücke Klasse I          | 6         | 8          | 1949    | |
| Paul-Amann-Brücke, Steg                                     | 1    | Standort                                  | Gemeinde B134300       | Bogen                                 | Spannbeton-FT-Tragwerk      | Fußgängerbrücke Klasse I        | 41        | 5          | 2010    | |
| Penzinger Steg                                              | 1    | U-Bahn-Station Braunschweiggasse Standort | Gemeinde B133300       | sonstige Konstruktion                 | Stahl                       | Fußgängerbrücke Klasse I        | 26        | 3          | 2003    | |
| Preindlsteg HERIS-ID: 80441 Objekt-ID: 94182                | 1    | Preindlgasse Standort                     | Gemeinde B131100       | sonstige Konstruktion                 | Stahl                       | Fußgängerbrücke Klasse I        | 39        | 4          | 1910    | Die Brücke steht unter Denkmalschutz (Listeneintrag). |
| Pulverstampfbrücke bei der Pulverstampfstraße               | 0 BW | Lainzer Tiergarten Standort               | Gemeinde B137100       | Balken/Plattentragwerk freiaufliegend | Stahlbeton                  | Straßenbrücke Klasse II         | 9         | 4          | 1940    | |
| Retentionsbrücke                                            | 1    | Wiener Straße Standort                    | Bund B132600           | Rahmen                                | Stahlbeton                  | Straßenbrücke Klasse I          | 5         | 26         | 1967    | |
| Rotwasserbachbrücke                                         | 1    | Wiener Straße Standort                    | Bund B132700           | Balken/Plattentragwerk freiaufliegend | Stahlbeton                  | Straßenbrücke Klasse I          | 7         | 28         | 1966    | |
| Rotwasserbrücke                                             | 1    | Hofjagdstraße Standort                    | Gemeinde B131800       | Balken/Plattentragwerk freiaufliegend | Stahlbeton                  | Straßenbrücke Klasse II         | 16        | 7          | 1967    | |
| Sailergrabenbrücke bei der Dianawiese                       | 1    | Lainzer Tiergarten Standort               | Gemeinde B135900       | Gewölbe                               | sonstiges                   | Straßenbrücke Klasse II         | 8         | 5          | 1940    | |
| Schallautzerbrücke                                          | 1    | Lainzer Tiergarten Standort               | Gemeinde B136600       | Gewölbe                               | Beton                       | Straßenbrücke Klasse II         | 7         | 4          | 1940    | |
| Schoberbrücke                                               | 1    | Dr.-Schober-Straße Standort               | Gemeinde B134100       | Gewölbe                               | Beton                       | Straßenbrücke Klasse I          | 11        | 12         | 1942    | |
| Schönbrunner Schlossbrücke HERIS-ID: 66682 Objekt-ID: 79590 | 1    | Schloßallee Standort                      | Gemeinde B130200       | Gewölbe                               | Beton                       | Straßenbrücke Klasse I          | 18        | 99         | 1900    | Die Brücke steht unter Denkmalschutz (Listeneintrag). |
| St.-Veit-Brücke HERIS-ID: 65683 Objekt-ID: 78547            | 1    | Wiener Straße Standort                    | Gemeinde B131200       | Balken/Plattentragwerk freiaufliegend | Stahl                       | Straßenbrücke Klasse I          | 25        | 17         | 1987    | Die Brücke steht unter Denkmalschutz (Listeneintrag). |
| St. Veiterwaldsteg 1                                        | 1    | Radweg Standort                           | Gemeinde B137800       | Balken/Plattentragwerk freiaufliegend | Stahl                       | Fußgängerbrücke Klasse I        | 2         | 2          | 1980    | |
| St. Veiterwaldsteg 2                                        | 1    | Radweg Standort                           | Gemeinde B137900       | Balken/Plattentragwerk freiaufliegend | Stahl mit Holzbohlen        | Fußgängerbrücke Klasse I        | 2         | 2          | 1980    | |
| Stadlbodenbrücke beim Stadlboden                            | 0 BW | Lainzer Tiergarten Standort               | Gemeinde B136100       | Balken/Plattentragwerk freiaufliegend | Stahlbeton                  | Straßenbrücke Klasse II         | 5         | 4          | 2003    | |
| Stockwiesenbrücke bei der Kleinen Stockwiese                | 1    | Lainzer Tiergarten Standort               | Gemeinde B136500       | Balken/Plattentragwerk                | Stahlbeton                  | Straßenbrücke Klasse II         | 4         | 4          | 2002    | |
| Stranzenbergbrücke                                          | 1    | Stranzenberggasse Standort                | Gemeinde B134201       | Balken/Plattentragwerk durchlaufend   | Stahlbeton                  | Straßenbrücke Klasse I          | 47        | 21         | 1970    | |
| Stranzenbergbrücke, Stiege                                  | 1    | Stranzenberggasse Standort                | Gemeinde B134202       | keine Angabe                          | keine Angabe                | keine Angabe                    |           |            |         | |
| Stranzenbergbrücke, Rampe                                   | 1    | Stranzenberggasse Standort                | Gemeinde B134203       | keine Angabe                          |                             | keine Angabe                    |           |            |         | |
| Teichhausbrücke I                                           | 1    | Lainzer Tiergarten Standort               | Gemeinde B135200       | Rahmen                                | Stahlbeton                  | Straßenbrücke Klasse I          | 7         | 5          | 1949    | |
| Teichhausbrücke II                                          | 1    | Lainzer Tiergarten Standort               | Gemeinde B135100       | Balken/Plattentragwerk                | Stahl mit Schienen in Beton | Straßenbrücke Klasse I          | 5         | 4          | 1940    | |
| Tiergartendurchlass                                         | 1    | Radweg Standort                           | Gemeinde B133200       | sonstige Konstruktion                 | Beton                       | Fußgängerbrücke Klasse I        | 8         | 3          | 1971    | |
| Treumannbrücke                                              | 1    | Treumanngasse Standort                    | Gemeinde B133700       | Balken/Plattentragwerk freiaufliegend | Stahlbeton                  | Straßenbrücke Klasse II         | 7         | 9          | 1952    | |
| Unterfahrung Hietzinger Kai                                 | 1    | Wiener Straße Standort                    | Bund B130400           | Rahmen geschlossen                    | Stahlbeton                  | Straßenbrücke Klasse I          | 11        | 90         | 1963    | |
| Wachsstöckelbrücke                                          | 1    | Lainzer Tiergarten Standort               | Gemeinde B135000       | Gewölbe                               | Stahlbeton                  | Straßenbrücke Klasse I          | 2         | 9          | 1940    | |
| Waldemarsteg                                                | 1    | Waldemarweg Standort                      | Gemeinde B133800       | Balken/Plattentragwerk freiaufliegend | Stahlbeton                  | Fußgängerbrücke Klasse I        | 9         | 3          | 1959    | |
| Wegschüttbrüche                                             | 1    | Lainzer Tiergarten Standort               | Gemeinde B136300       | Gewölbe                               | Beton                       | Straßenbrücke Klasse II         | 10        | 4          | 1940    | |
| Zufferbrücke HERIS-ID: 64888 Objekt-ID: 77663               | 1    | Deutschordenstraße Standort               | Gemeinde B131400       | Balken/Plattentragwerk freiaufliegend | Stahl                       | Feldwegbrücke Klasse I          | 37        | 8          | 1934    | Die Brücke steht unter Denkmalschutz (Listeneintrag). |